# جائزة يوريديس الذهبية
جائزة يوريديس الذهبية تقدّم لاشتراك مستحق غير مسدد أو للمساهمة لمدة معينة في مجال فلسفة علم الأحياء. هو قرار من المنتدى الدولي للفلسفة الحيوية الذي تمّ تأسيسه في بلجيكا بمرسوم ملكي في عام 1988 و يعد هيرمان فان دي بيرغي من الأعضاء المؤسسين.